# HD 190771
HD 190771，又名BD+38 3896，SAO 69377、HR 7683，是一颗恒星，视星等为6.19，位于銀經74.84，銀緯3.64，其B1900.0坐标为赤經20h 1m 30.9s，赤緯+38° 3.64′ 24″。